# تقليد ومناهضة نفسية
التقليد النفسي مصطلح يقدم وصفًا لما تقوم به مادة معينة تُحدث في النهاية نفس التأثيرات التي تحدثها مادة أخرى في الجسم - كما لو كان كلاهما نواهض في نفس المستقبل — دون أن يرتبطا فعليًا بنفس المستقبل. بينما يقدم مصطلح المناهضة النفسية وصفًا لسلوك مادة ما تُحدث آثارًا مضادة لتلك التي تحدثها مادة أخرى (وهي نتيجة مماثلة لما تنتجه الضادة حيث تمنع عمل أحد النواهض في نفس المستقبل) باستخدام آلية لا تتضمن ارتباطهما بنفس المستقبِل.

## أمثلة

### الناهضات النفسية
يحفز *الأدرينالين تكدس الصفيحات، كما يفعل عامل نمو الخلايا الكبدية (HGF). وبالتالي فإن كليهما نواهض نفسية للآخر.

### الضواد النفسية
- توجد العديد من المواد التي تحدث تأثير مضاد الهستامين على الرغم من أنها ليست لجائن لـ مستقبلات الهستامين. فعلى سبيل المثال، يرفع الأدرينالين الضغط الشرياني عبر تضييق الأوعية بواسطة تفعيل مستقبلات أدرينالية-A1، وهو ما يغاير تأثير الهستامين الذي يقلل من الضغط الشرياني. وعلى الرغم من أنها ليست مضادات فعلية للهستامين لأنها لا ترتبط ولا تمنع مستقبل الهستامين، فإن الأدرينالين وغيره من المواد ضواد نفسية للهستامين.